# Toxorhina (Ceratocheilus) nigropolita
Toxorhina (Ceratocheilus) nigropolita is een tweevleugelige uit de familie steltmuggen (Limoniidae). De soort komt voor in het Afrotropisch gebied.